# غوستاف ريدرقارد
غوستاف ريدرقارد (بالسويدية: Gustav Rydergård) مواليد 9 يوليو 1984 في فالون، هو لاعب كرة يد سويدي. يلعب حاليا مع نادي دينامو بوخارست لكرة اليد.

## الإنجازات
- الدوري السويدي لكرة اليد:
  - الفوز: 2009